# Henri Debray
Jules Henri Debray, né le 26 juillet 1827 à Amiens et mort le 19 juillet 1888 à Paris, est un chimiste français.

## Biographie
Après des études à Paris il est admis à l'École normale supérieure. Agrégé et docteur en sciences en 1855 il est nommé professeur au lycée Charlemagne puis maître des conférences à l'École normale supérieure et enfin professeur de chimie à la faculté des sciences de Paris et membre du Conseil supérieur de l'instruction publique. À partir de 1875, il est l'assistant de Henri Sainte-Claire Deville à la chaire de chimie de la Faculté des sciences de Paris. Il est élu membre de l'Académie des sciences le 26 février 1877 (section de chimie).
Il est  officier de la Légion d'honneur.

## Distinctions
- Officier de la Légion d'honneur (1885)

## Publications
- Abrégé de chimie, Dunod (Paris), 1871, Texte en ligne disponible sur LillOnum
- De la platine et des métaux qui l'accompagnent, (co-auteur Henri Sainte-Claire Deville) Paris,  Dunod , 1861, 156 p. (consultable sur Gallica)